# Кусаинов, Аип Кисанович
Кусаинов Аип Кисанович  ({{lang-kk| 8 января 1938, Актогайский район, Павлодарская область, КазССР, СССР — 21 июня 2001, Алма-Ата) — советский и казахстанский учёный, доктор сельскохозяйственных наук (1994), общественный и  государственный деятель, более 20 лет возглавлял руководящие должности в Министерстве сельского хозяйства Республики Казахстан. 
```
   Кусаинов Аип Кисанович долгие годы плодотворно работал в сфере сельского хозяйства и животноводства Казахстана. В 1955 году окончил среднюю школу в пос. Краснокутск, Павлодарской области. В 1960 году с отличием окончил, и в том же году поступил в аспирантуру Алматинского зооветеринарного института Казахского научно-исследовательского института животноводства. Затем перевелся на заочное отделение и назначен главным зоотехником Бескарагайского племзавода. 
```

	В 1969 году назначен директором совхоза имени «ХХІІІ» партсъезда. Находясь в данной должности в 1971 году защитил кандидатскую диссертацию с присуждением ученой степени кандидата сельскохозяйственных наук. 
	В 1970 году ему присвоено звание «Заслуженный зоотехник Казахской ССР». 
	В феврале 1976 года принял участие в работе ХХҮ съезда КПСС в качестве делегата. 
	В ноябре 1976 года избран первым секретарем Экибастузского райкома компартии Казахстана. 
	В 1978 году Постановлением Совета Министров Казахской ССР назначен заместителем Министра Сельского хозяйства КазССР. В данной должности работал до 1993 года.
	В ноябре 1993 года Постановлением Кабинета  Министров Республики Казахстан назначен Президентом Государственной акционерной компании «Асыл», где трудился до последних дней. 
	В 1994г. высшей аттестационной комиссией Кусаинову А.К. присуждена ученая степень доктора сельскохозяйственных наук.
	Кусаинов Аип Кисанович на протяжении многих лет занимал высокие и ответственные государственные посты, добросовестно выполнял общественные работы, активно занимался научно-исследовательской деятельностью в сфере сельского хозяйства и животноводства Казахстана. Соавтор и участник группы ученых по выведению новой породы овец: североказахский меринос. Официально порода утверждена в 1976 году. Селекционная работа проводилась  в племхозяйствах Павлодарской, Семипалатинской и Кустанайской областей. Целью селекционеров было получение породы овец с мериносовой шерстью и высокими показателями продуктивности, адаптированным к местным условиям. 
	Государством высоко оценены его заслуги, дважды награжден Орденом Трудового Красного Знамени, Орденом Октябрьской революции, различными медалями и присвоено ряд почетных званий: 
1)	Медаль «За освоение целинных земель» - 1964г.
2)	Орден «Трудового Красного Знамени» - 1966г.
3)	Почетное звание «Заслуженный зоотехник Казахской ССР»-1970г. 
4)	Юбилейная медаль «За доблестный труд в ознаменовании 100-летия  со дня рождения Владимира Ильича Ленина»-1970г. 
5)	Орден «Трудового Красного Знамени» - 1973г.
6)	Орден «Октябрьской революции»-1977г.
7)	Знак «Победитель социалистического соревнования 1978 года» - 1979г.
8)	Медаль «Ветеран труда» - 1988г.

## Биография
Родился 8 января 1938 года в селе Богенбай батыр Актогайского района Павлодарской области. Происходит из рода канжыгалы племени аргын.
В 1960 году окончил Алма-Атинский государственный зоотехнический ветеринарный институт.
С 1960 года до конца жизни занимал ответственные государственные должности.
Участвовал в селекции и  научно-исследовательских работах по улучшению породы овец Павлодарской области. В результате была выведена и улучшена  порода "североказахский меринос", приспособленная к суровым природным условиям области.

### Награды и звания
- Орден Октябрьской Революции;
- Орден Трудового Красного Знамени (дважды);
- Почётная Грамота Верховного Совета Казахской ССР;
- Заслуженный зоотехник Казахской ССР;